# Николаев, Андрей Семёнович
Андрей Семёнович Николаев (1902 — 1942) — участник Великой Отечественной войны, член Военного совета Калининского военного округа, корпусной комиссар (1939).

## Биография
Родился 21 августа 1902 года, в Луганске, в семье рабочего. Семья большая (семеро детей) жила в сильной нужде. В 1910 году, чтоб легче было прокормиться, семья переехала в село Жёлтое под Луганском. Здесь окончил 4 класса сельской школы. В июне 1914, когда отца мобилизовали на фронт, как старший в семье пошёл работать помощником машиниста газогенераторной машины. 
В Красную Гвардию вступил в октябре 1917, в комсомол – в июле 1918 года. Член ВКП(б). Служил в РККА с 1918 по 1921 и с 1931 по 1942. Между январём 1922 и 1931 гг. работал слесарем на станции Родаково, секретарём Желтянского волостного комитета ВЛКСМ Луганского уезда, заместителем директора Луганского завода им. Артема. Участвовал в коллективизации сельского хозяйства в Каменец-Подольском округе (у советско-польской границы).
В 1933 поступил учиться в Военно-политическую академию РККА. С декабря 1937 по июнь 1938 служил начальником политотдела Академии Генерального штаба РККА. «В связи с 20-й годовщиной РККА и за проявленные мужество и самоотверженность в боях с врагами Советской власти» награждён орденом Красного Знамени, а за долголетнюю службу в армии – медалью "ХХ лет РККА". В 1938 назначен начальником политической части 1-й особой армии 25 октября 1938 года за образцовое выполнение боевых заданий, за доблесть и мужество, проявленные при обороне озера Хасан, повторно награждён орденом Красного Знамени. Затем член Военного совета Киевского особого военного округа.  В сентябре 1940 г. был назначен исполняющим должность заместителя начальника курсов усовершенствования командного состава «Выстрел» по политчасти. 
После начала Великой Отечественной войны, 15 июля 1941, в ответ на рапорт с просьбой немедленно отправить на фронт получил назначение вначале членом Военного совета 30-й армии, а затем – 51-й отдельной  51-й армии, оборонявшей Крым.
Был снят Л. З. Мехлисом с должности, находился в резерве, в распоряжении Главного политического управления РККА, писал рапорты о назначении на любую низшую должность с немедленной посылкой на фронт. Наконец 8 мая 1942 года заместителем наркома обороны СССР, всё тем же армейским комиссаром 1-го ранга Л. З. Мехлисом был подписан приказ о его назначении заместителем командира 150-й стрелковой дивизии по политчасти.
Во время Харьковской операции в ходе немецкого контрнаступления части дивизии оказались в окружении и в основном были уничтожены. А. С. Николаев из окружения не вышел и пропал без вести (по другим сведениям – застрелился) в июне 1942.
Исключен из списков РККА в ноябре 1942 года.

### Воинские звания
- Батальонный комиссар (1936)[5]
- Бригадный комиссар (16.08.1938)
- Дивизионный комиссар (15.11.1938)
- Корпусной комиссар (9.02.1939)

### Награды
- Орден Красного Знамени (22.02.1938).[6][7]
- Орден Красного Знамени (25.10.1938)[6]
- Орден Отечественной войны I степени (06.05.1965)[8] посмертно
- Знак "10 лет Октябрьской революции"
- Знак «Участнику Хасанских боёв»